# 大陆法系

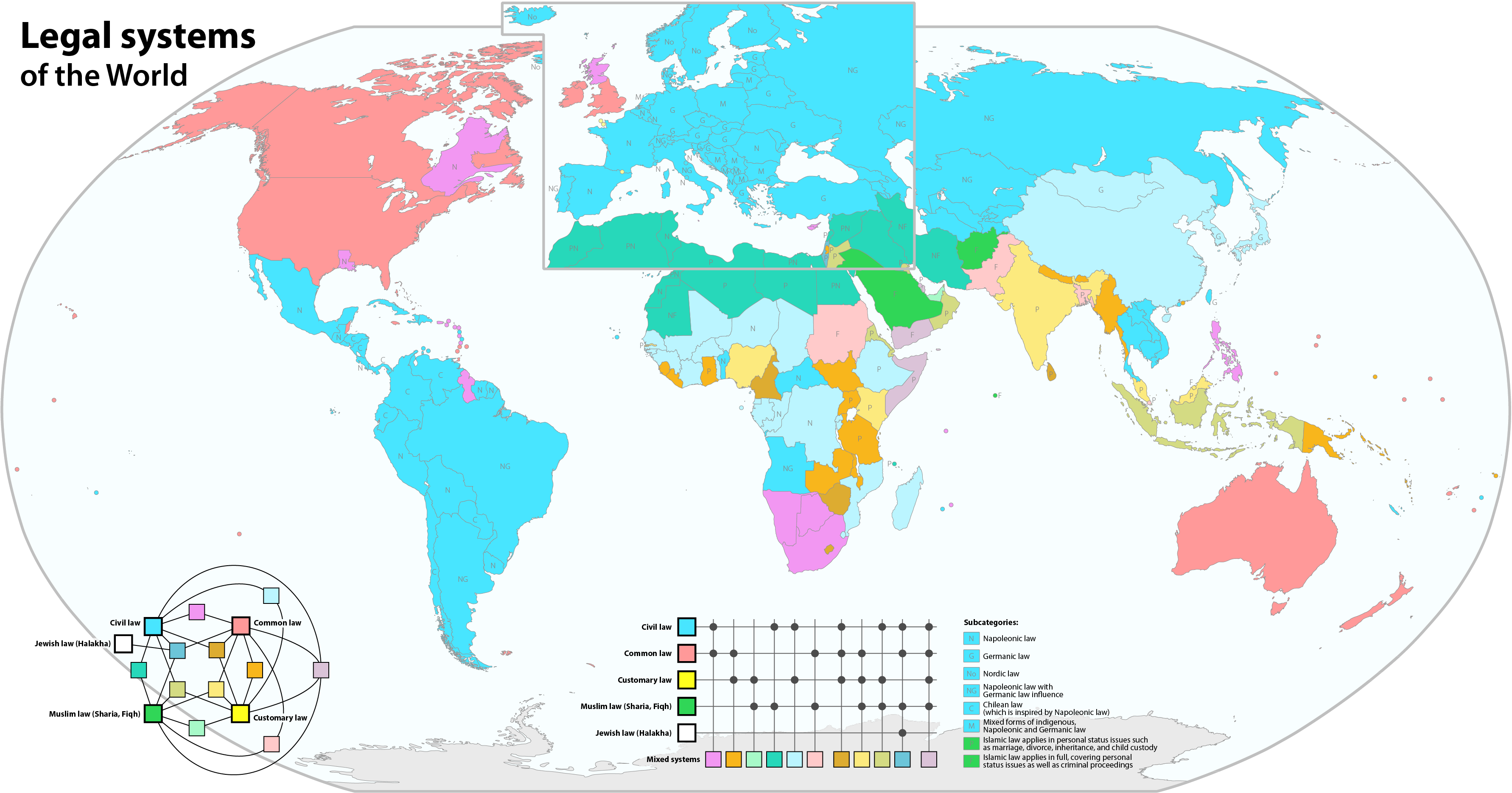
世界法律体系

民法法系（英語：Civil law），亦稱欧陆法系、大陸法系、法典法系、市民法系或罗马法系，是以羅馬法为基准，雜揉日耳曼慣例法、教会法、商法、封建法制及其他習慣法而成的法律体系，源于歐洲大陸，与英美法系并列为当今世界的主要两大法系，遍及現今全球的廣大疆域。1804年，拿破仑治下的法国发布《法国民法典》；1896年德国统一後又以此為蓝本，制定了《德国民法典》，这两部法典在民法法系内地位最为重要，影响甚广。
相比於普通法系，歐陸法系受罗马法影响更深，继承更多罗马法的概念和術語。此外，民法法系更倾向于将法律编纂成册，在各法律领域发布“法典”，如“民法”“刑法”“民事訴訟法”“刑事訴訟法”等。歐陸法系中的民法典地位非常重要，规范了社会中民事主体之间的关系，一般包含了行為能力、契約法、侵权法、親屬、婚姻、继承等。与之相比，普通法系的法律（特别是民法）更常以单行法、特别法、判例法规定，少有抽象、系统性的民法典，但近代以来，随着民法法系和普通法系相互交流、吸收，二者的特点逐渐没有過往般的泾渭分明。
地理分布上，普通法起源于英格兰，分布在曾被英国殖民或统治的地区（如美国、加拿大、澳洲、新西蘭、印度、香港、新加坡等）。欧陆国家、曾受其殖民的地区（如大部分拉丁美洲及非洲国家）以及未被歐陸列強统治过的地区（如中国、日本、韓國、泰国等）则多采用歐陸法系。

## 名称
“民法法系”（civil law）是最为通用的名称，因为民法法系的国家通常都有完整、独立的民法典。在历史上，“民法法系”的国家受到了罗马帝国的法律体系，及后来法国和德国民法典编纂的影响。另外称之为“大陸法系”，但是由于民法法系早已不局限在欧洲大陆，所以这一名称已经很少使用。或称之为“罗马法系”，是强调罗马法对其的重要影响。

## 特点
- 强调理性与哲理的指导作用。大陆法系所倚重的理性主义的载体就是自然法思想，自然法受認是有理性所认识的人的自然本性的必然要求。[4]
- 深受罗马法影响，继承了罗马法的术语、概念、规范、分类等，吸收了罗马私法的制度（如所有权、商品生产等）[5]。
- 实行法典化，由民法、商法、刑法、民事诉讼法、刑事诉讼法等法典为法律体系的主干。此外，可能还有若干单行法为补充。民法法系的法典，强调系统性、确定性和逻辑性[6]。
- 明确立法和司法的分工，以成文法为主，鮮少承認判例的地位[5]；
  - 在实務中，民法法系内判例的作用不断提高（如法国行政法，主要由判例法组成）。但一般来说判例依然不具拘束力[5]。
  - 在司法审判中，民法法系传统上要求法官严格依法條审判，以三段論法为最重要的推理模式。
- 法学理论起重要作用[5][6]。法学家确认了许多重要理论，并作为立法、审判的依据[5]。法学理论崇尚理性主义、倾向于建构重視邏輯，抽象化、概括化的概念体系[5]。
- 強調公、私法的區別[5]，可以视作对形式上的定义和分类的追求[6]。
- 多採用纠问式刑事诉讼程序，以法官为中心[6]，但也有如日本等例外[7]。而普通法系，则多采用对抗制的诉讼程序，由双方当事人及律师负责向法庭提交论点、证据[6]。

## 历史
民法法系渊源可以追溯到罗马法，其间混合了日耳曼习惯法及欧洲中世纪的商法、教会法等习惯法，又经过了中世纪后期罗马法在欧洲大陆的复兴，以及18世纪的资本主义发展，在19世纪成熟，并在世界各地獲得接受。

### 罗马法

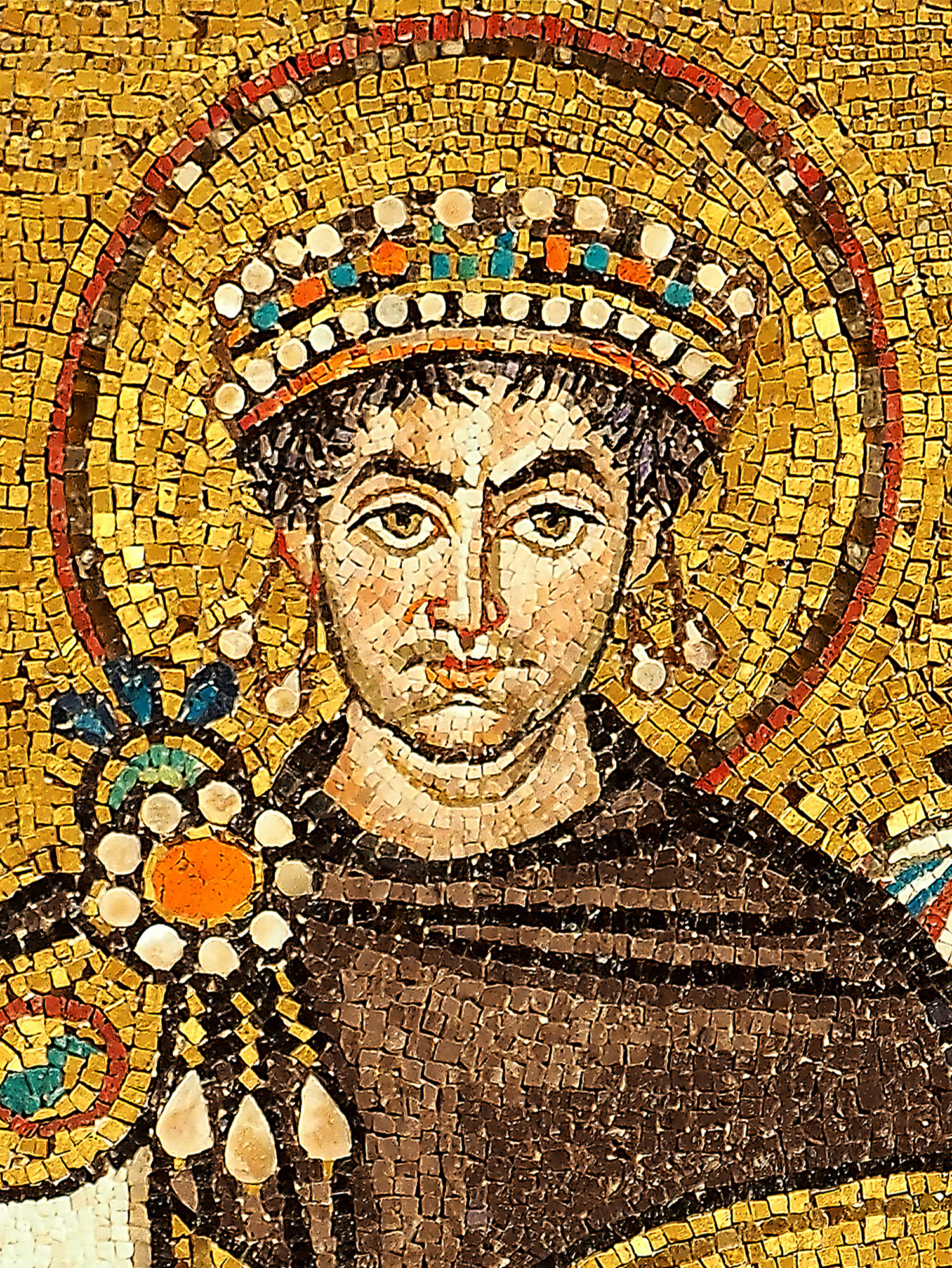
东罗马帝国皇帝查士丁尼

民法法系的渊源可以追溯到罗马法。其中，东罗马帝国皇帝查士丁尼于6世纪主持编纂的《民法大全》是现代民法法系极为重要的来源；此外，欧洲中世纪的教会法、日尔曼法和商人法也对民法法系的产生有一定影响。
以今日視角觀之，《民法大全》的内容大致属于民法（以及民事诉讼法），因此民法至今仍然是整个欧陆法系的基础。在欧陆法系国家，民法典是市民社会中规范私权利的基本法，是国家中规范公民权利的基本法，两者的重要性相當。相对而言，英美法系中也有规范市民社会中私权利的法律，但多以单行法、特别法的形式出现，通常不存在体系化的民法典。

### 日耳曼习惯法与欧洲中世纪法律

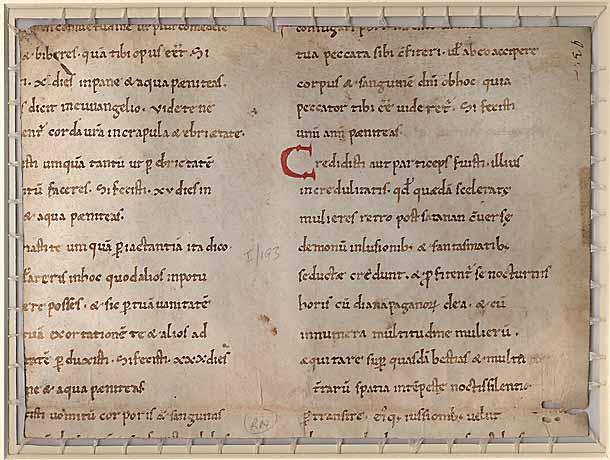
11世纪教会法书籍：Decretum of Burchard of Worms

在西元5、6世纪，日耳曼部落征服了西罗马帝国，统治了西欧和中欧。这些日耳曼民族包括英格兰的盎格鲁-撒克逊人、德国西部和法国北部的法兰克人、勃艮第人、法国南部和西班牙的西哥特人，以及意大利的伦巴第人。
虽然罗马法的传统在某段时间、某些地点内得以延续（如法国南部的Lex Romana Visigothorum法典），但日耳曼人的习惯法（Leges Barbarorum）在大多数地区逐渐取代了罗马法。起先，日耳曼人和罗马人根据身份，分别受日耳曼部落法以及罗马法管辖。受罗马人影响，日耳曼人也开始将法律记录下来，而五世纪到八世纪的日耳曼人的法典包括 Lex Antigua、Lex Gundobada、Lex Salica、Lex Visigothorum 等。
日耳曼人征服罗马后，族群差异逐渐消散，各地逐渐形成了独立发展的地方法律，多數为习惯法。法国南部及意大利中南部的地方法律主要是罗马法。德国及法国北部的地方法律则主要是日耳曼法。意大利北部和西班牙的地方法律则更似罗马法和日耳曼法的混合。地方法律也存在着阶级差别：贵族、农民和市民分别受不同法律、不同法院管辖。法院中，多数由熟悉当地或该阶级习俗的人（scabini、échevins、Schöffen）作出判决，虽然他们並未受过法律教育。在教会法之外，这一时期的最重要的成文法体系是12世纪的伦巴第封建法法典（Libri Feudorum），在整个欧洲都被视作权威。许多城市法律，及不少领土和地方习俗，也經书面记录下来（通常由私人所为）。
在中世纪，日耳曼习俗经历了蓬勃的发展，以满足封建制度和骑士精神的需求、城市發展、向东方的殖民扩张、贸易的增加以及日益高雅的文化所产生的复杂需求。商人的习俗和天主教的教会法特别重要。

#### 中世纪教会法
在罗马法在其他领域已大体被遗忘时，教会法依然保留着部分罗马法的概念和思想。教会法庭执行是教会法，在欧洲普遍通行，对所有基督徒都有效。普通法官（judex ordinarius）、主教（或其代理人）判案后，可以向罗马提出上诉，最后由罗马教廷决定，使得决定使教会法的解释保持统一。教皇和总理事会（General Council）则是教会法的立法机关。教会法在许多方面深刻地影响了欧洲法律的发展，特别是关于婚姻和家庭关系的法律，以及司法審判程序。

### 罗马法复兴

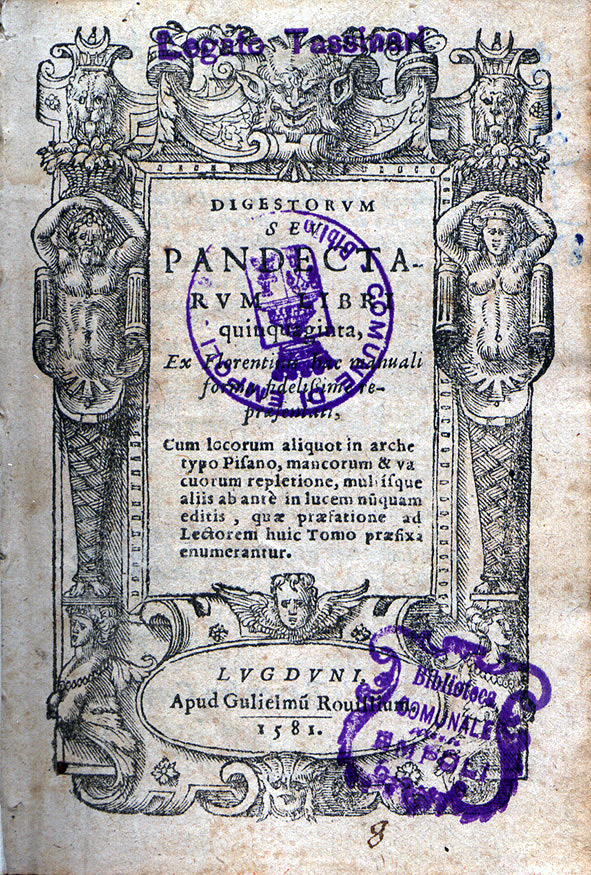
十六世纪出版的《民法大全》

西欧中世纪中后期，商品经济逐渐发展。在意大利及随后其他国家，封建制的手工业和农业开始分离，商业和航海业也逐渐发达，中世纪的领主封建法和教会法已经无法满足新的社会和财产关系。以《民法大全》为代表的罗马法，在内容和特征上符合了当时社会的需要。因此，罗马法开始了在西欧的广泛传播。
12世纪，欧洲第一所近代大学——意大利的，成为了研究和传播罗马法的中心。对《民法大全》进行考订和注释，形成了欧陆法系法学中最早的“注释法学派”。由于《民法大全》的内容比当时欧洲大陆的许多法律更加先进，因此很快在欧洲大陆掀起了研究罗马法、适用罗马法的高潮，史称“罗马法复兴”。與“文艺复兴”、“宗教改革”并称为“欧洲三大思想运动”。“罗马法复兴”的结果是欧洲大陆的法律多以罗马法为仿效对象，进而形成了欧陆法系的雏形。
然而，罗马法在任何地区都没有完全取代当地法律，而是在各地区形成了混合的体系。罗马法强烈影响了合同和侵权法；教会法规范了婚姻领域；日耳曼、封建和罗马传统结合，在财产和继承领域得到了发展。法律概念（表达法律规范和原则）及司法程序也变得罗马化。由此产生的欧洲法律制度被称为“公共法”（ius commune）。在实际实践中，公共法在欧洲不同区域因地而异，但有共同传统和学术研究。《民法大全》（特别是《学说汇纂》，既古罗马法学家的著作）并没有成为正式法律，但它构成了欧洲各地学习、教育和讨论的基础。尽管各地情况不同，欧洲法律界，與当时的欧洲文明一样，歷經了某种統一過程。

### 欧陆各国的法律发展
随着宗教改革、欧洲国家的内部统一和民族主义的兴起，欧洲各国陸續编纂起国家法律，并打破了公共法在欧洲大陆的统一感。17世纪晚期起，丹麦（1683年）、挪威（ 1687年）、瑞典-芬兰（ 1734年）、普鲁士（1794年）等国，均将法律法典化。
现代民法深受法国和德国的法典编纂影响。由于法典化时點及法律风格、技术的差異，民法法系分为法国分支（即羅馬分支）和德国分支（日耳曼分支）。

#### 法国法

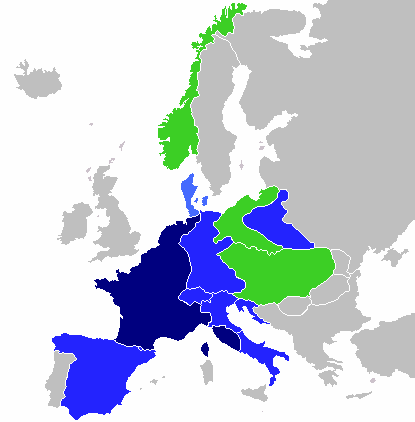
拿破仑一世建立的法蘭西第一帝國勢力範圍所達之處（深藍：法蘭西帝國；藍：附属国；綠：同盟國）

法国大革命推翻了旧制度的统治。在拿破侖任内，法国将法律法典化，编纂了诸多法典。因拿破仑的个人名誉以及法律技术的创新，法国的民法和刑法法典取得了巨大的名声和影响力，成为了诸多民法法系国家的范本。法国法典的核心是1804年的《民法典》，后来被称为《拿破仑法典》。此外，拿破仑治下编纂的法国法典还包括1806年的《民事诉讼法典》、1807年的《商法典》、1806年的《刑事诉讼法典》、及1806年的《刑法典》，均流传广泛，声誉卓著。

拿破仑法典的编纂者认为，法律应以明确语言撰成，以便令所有人民都能理解。因此，法典必须完整阐述其领域内的法律，列举出共通原理，并将法条給予合理編置。受到启蒙主义的影响，法国民法典由一系列简短的法条组成。因为编纂者认为立法者不可能预见到所有的可能情况，惟有简洁的条款始得使法典具有足够的彈性。法典中包含的抽象规则，得以应用于具体事件中。法院有责任解释法律，并考虑到法典的“精神”，将立法者的意志应用于個別案件。如果没有单独条款完全适用于某特定情况，则可以研究数个条款，并从中提煉出更普遍的规则(法理)，以适用于個別案件、或与其他条款相结合。法国民法典历经多个政权，但除婚姻家庭法之外，其他规则大体得以保留。
《法国民法典》的主要渊源包括：

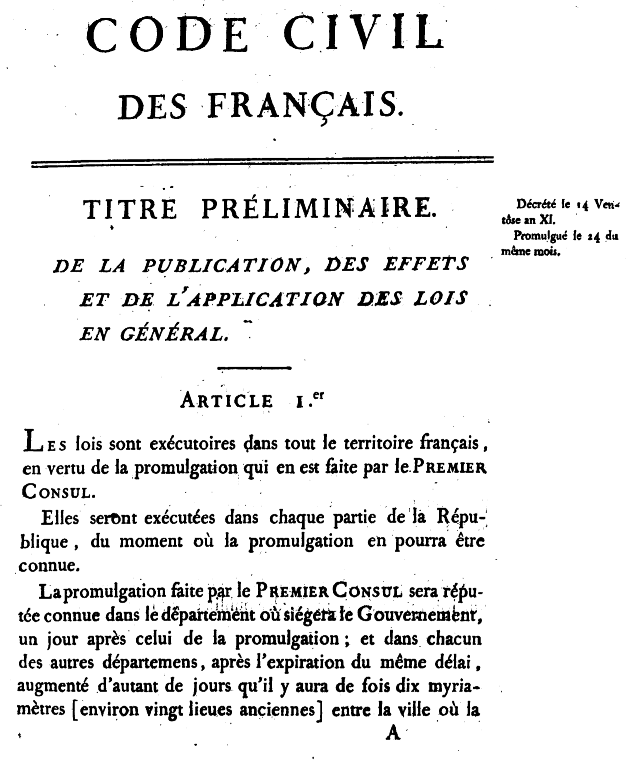
《法国民法典》

- 习惯法。大体上作為法国已婚妇女的地位、夫妻財產制和某些继承规则之依歸[5]。
- 罗马法。所有权、债和嫁妆制度源自於此[5]。
- 法国大革命前的王室法令。公民權法、赠与、遗嘱、证据法等领域吸納了革命前的王室法令[5]。
- 革命时期的立法。如成年年龄、婚姻、抵押制度等[5]。

总体来说，《法国民法典》在习惯法和罗马法中，更偏向于习惯法，因为法典制定於巴黎，受到北法國法的影响更深。而在大革命前，法国各地法律制度不一，法国北部受习惯法影响較深，而南部则受罗马法影响更深。
在内容来看，《法国民法典》等法典具有個人主义、自由主义、资本主义及国家主权的特点，以自然法理论为指导，统一了法国的全国法律，划分了公法与私法的界限。同时，也反映了革命原则及传统之间的妥协、折中。
《法国民法典》分为三卷，分别是“人法”、“財產法”和“取得财产的方法”，并贯彻了近代民法的四项原则：
1. 民事权利主體地位平等。《法国民法典》规定了“所有法国人都享有民事权力”，“满 21岁未成年，而成年后除结婚章另有规定的例外，有能力为一切民事生活上的行为”[5]。
2. 私人财产所有权无限制。《法国民法典》给予了财产所有权充分的保障，使其有“绝对无限制之使用、收益及处分之權”[5]。
3. 契约自由。据此，契約内容只要不违反公共秩序及善良风俗，就在当事人之间有相当于法律的效力。《民法典》还对契約之种类和保证其履行給予詳盡规定[5]。
4. 过失责任。《法国民法典》规定，任何行为使他人受损时，僅因自身之过失而致行为发生之人始负赔偿责任[5]。

拿破仑时代后，法典编纂工作继续进行。比利时和卢森堡曾并入法国，在拿破仑统治下，独立后仍保留拿破仑法典，使其继续有效。荷兰、意大利、西班牙、葡萄牙和许多拉丁美洲国家效仿法国，由国家推进法典化，并模仿了法国的法律概念和法典章节排序。在19世纪初，此类国家的法院和法律学者依然高度重视法国法律。

#### 德国法

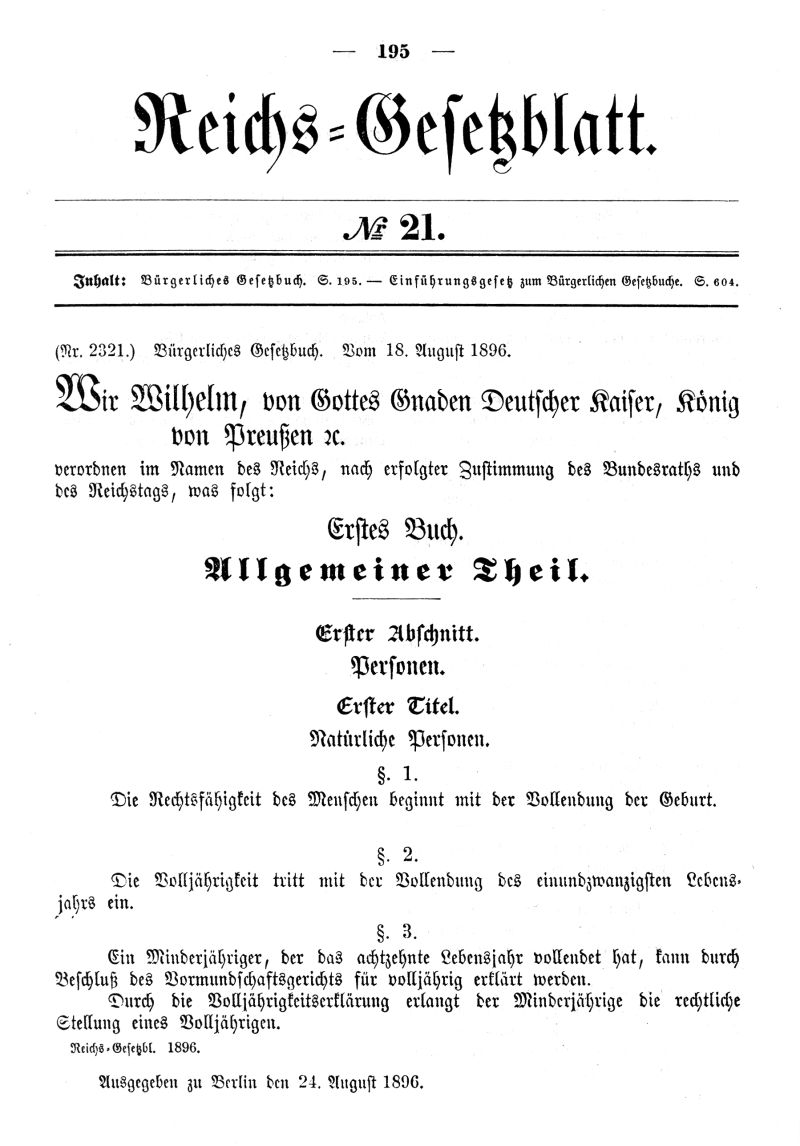
1896年8月24日出版的《德国民法典》

德国的全国性法典编纂比法国晚上许多。1848年革命后不久，当时为独立国家的德国各邦（德意志邦联）制定了统一的商法典。而统一刑法典的生效，则完成于1871年，于德意志统一在同年完成。
德国法院组织、民事诉讼、刑事诉讼法律的法典化于1879年完成。德国民法典则直到1896年才完成，在1900年生效。 因为《德国民法典》比《法国民法典》晚完成上百年，所以《德国民法典》一般被认为立法技术更成熟、分编排列更合理、語述更加准确。
《德国民法典》有五编，在结构上采用了学说汇纂学派理论的五分法，按内容分为债法、物法、家庭法和继承法四编，再在分则各编之前设置总则编。《德国民法典》尽量将各編规定中的共同原则提取出来，放入总则。举例而言，契約之效力关系到债法、土地法、动产法、婚姻法（夫妻财产合同）、继承法（继承合同）等，所以被放入总则编。
在整个19世纪，德国法学在奥地利（早在1811年，奥地利就以不同于法国的方式完成了法典化）、瑞士、北欧国家以及后来东欧多數地区产生了很大影响。瑞士法律在1907年－1912年法典化，成为1926年土耳其法典的模仿对象。瑞士法典也对中华民国的六法全书产生了强烈影响（并至今仍在台湾有效）。
因为德国民法典高度的抽象性和概括性，语言抽象深奥、艰难晦涩，有认为它很难为常人所理解。

### 亞洲
明治维新后，日本为废除西方国家的领事裁判权，决定参考当时德国的法律体系修改日本法律制度，并开始移植《德国民法典》体系到日本，并于 19 世纪末完成《日本民法典》。因此日本法律体系起源上属于德国分支，但它呈现出自己的重要特征。第二次世界大战后，日本在宪法、刑事诉讼法等领域也深受美国影响。
与日本、泰国等其他亚洲国家类似，中国也通过移植歐陸法系之国家法律，成为了民法法系国家。清朝末年、民國初年，中國开始翻译国外的法典与法学著作、邀请外国法学家来中国立法、讲学、废除此前的传统法律（如大清律例）、制定近代法律（如大清新刑律、大清民律草案）。
中国的模仿对象則以民法法系国家为主：其借鑒法國憲法著成憲制性法律《中華民國臨時約法》（後改為《中華民國約法》）並頒行；又借鑒德國、法國民法及商法，形成了以《六法全书》为代表的民法法系成文法体系。而《中華民國憲法》又在五權憲法的基礎上參考德意志國憲法著成並頒行 。
中華人民共和國政府統一中國大陆後，其各類法律承襲原有法制，亦屬於此類。
中華民國政府退居臺灣後，就把原本的法律制度沿用至臺灣，因此臺灣法律也屬於民法法系。

## 影响
由于欧陆法系具有集中化、以立法为中心的特点，因此有学者将欧陆法系与专制君主制相联系；而将分散化、以司法为中心的英美法系与共和制相联系。从历史上看，欧陆法系的国家确实多为专制王权治下，但这种观点在理论上有值得商榷之处，且未为欧陆法系的学者所接受。
由于欧陆法系在形式上具有体系化、概念化的特点，便于模仿和移植，因此容易成为后进国家仿效的对象。例如明治维新後的日本和戊戌變法後的清朝及中華民國都採行歐陸法系（主要是德國）的法律制度。即使后来中共建政後在苏联的影响下，採用了社会主义法系，但其仍以大陆法系为基础而制订的。
欧陆法系在当今世界有重要影响，且在全球化的趋势中，与英美法系經常交流和融合。

## 參见文獻
- Lydorf, Claudia. . Mainz: Institute of European History. 2011.
- MacQueen, Hector L. "Scots Law and the Road to the New Ius Commune （页面存档备份，存于）ISBN 960-15-1267-5
- Reynolds, Thomas H. . Rehberg, Jeanne; Popa, Radu D  (编). . 1998: 47–86  [2018-08-24]. ISBN 978-0-837-71075-4. （原始内容存档于2019-05-02）.

## 外部連結
- A collection of Roman Law resources maintained by professor Ernest Metzger （页面存档备份，存于）.
- The Roman Law Library by Professor Yves Lassard and Alexandr Koptev
- A Primer on the Civil Law System  from the Federal Judicial Center
- Brasil Law Articles in English
- A Civil Law to Common Law Dictionary （页面存档备份，存于） by N. Stephan Kinsella, Louisiana Law Review (1994)
- Brehon Law (King Ollamh Fodhla) Archive.today的存檔，存档日期2012-12-06